# Fomes fomentarius
Fomes fomentarius (Carl von Linné, 1753 ex Elias Magnus Fries, 1849) din încrengătura Basidiomycota în familia Polyporaceae și de genul Fomes, denumit în popor iască, copită de iască, iasca fagului, iașcă/iațcă, văcălie de fag sau văcălie de iască, este o ciupercă necomestibilă, saprofită și parazitară care crește pe trunchiurile arborilor. Este foarte întâlnită în Europa. Substratul principal al buretelui în România, Basarabia și Bucovina de Nord este fagul, la altitudini mai mari sau prin turbări mesteacănul, dar se dezvoltă de asemenea pe arini, plopi, nuci și stejari, foarte rar chiar și pe soiuri rășinoase. Ciuperca produce slăbirea structurii trunchiului parazitat pricinuind putregaiul alb și ducând frecvent la ruperea trunchiului. Dar ea trăiește mai departe ca saprofit pe trunchiurile în putrefacție. Soiul se poate găsi peste tot anul, se ține un timp îndelungat, durata de creștere poate atinge 30 de ani.

## Istoric
Utilizarea buretelui ca iască se poate data înapoi la aproximativ 10.000 de ani. Acest lucru este evidențiat de o serie de descoperiri din așezările din Epoca Pietrei. Deja "Ötzi", omul ghețar care a fost găsit în Alpii Ötztal în 1991 și a cărui vârstă este estimată la mai mult de 5000 de ani, a purtat deja, în timpul drumețiilor sale, soiul cu sine.
Specia a fost descrisă pentru prima dată de faimosul savant suedez Carl von Linné în volumul al 2-lea al operei sale Species Plantarum ca Boletus fomentarius și renumitul compatriot al lui, Elias Magnus Fries, i-a dat numele generic valabil până în prezent (2019), de recitit în volumul 3 al publicației sale Summa vegetabilium Scandinaviae din 1849.
Această specie a fost descrisă sub extrem de multe denumiri obligatorii sau facultative care cu toate nu au fost folosite niciodată oficial și pot fi neglijate. Ele pot fi verificate la Mycobank.

## Descriere

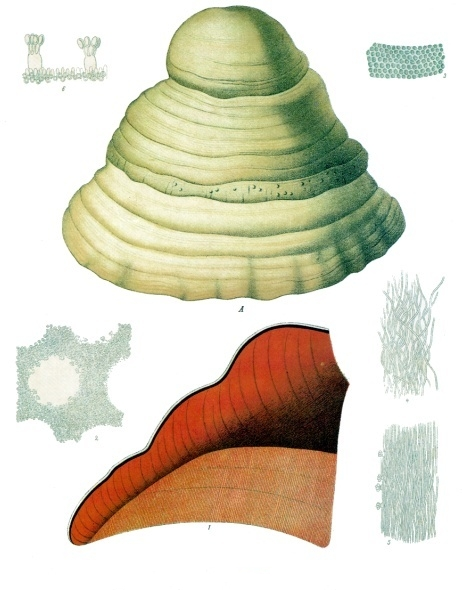
Köhler: F. fomentarius

- Corpul fructifer: are un aspect foarte compact, robust și lemnos, în formă de consolă, poate fi comparat cu o copită de cal sau cu o scoică mare, având un diametru de 5-30 (60) cm și o înălțime de 2-25 cm. Speciile de pe fag sunt mai mici. Odată cu progresarea în vârstă precum al consumului de substrat colonizat, creșterea anuală scade, rezultând în corpuri de fructe în formă de pălărie relativ înalte. Suprafața externă este formată dintr-o crustă bombată, tare, lemnoasă, foarte neregulată, cenușie cu șanțuri concentrice și cu striații gri deschise, devenind la bătrânețe chiar negricioasă. În interior trama este ceva mai moale, ca de plută și ruginiu-maronie. Tuburile sunt foarte scurte și formează straturi anuale suprapuse, fiind și ele ruginii până brune. Porii sunt destul de mici, rotunzi și de colorit gri până deschis ocru-maroniu. La apăsare devin bruni. Iasca crește mereu vertical, împotriva gravitației. Astfel, dacă un pom a căzut, corpul fructifer vechi rămâne și el în orizontală, dar substratul nou se dezvoltă pe cel vechi iarăși vertical.
- Piciorul: lipsește.
- Carnea: poate fi sub crustă gri sau ocru-brună, cu un miros slab de fructe în tinerețe care se pierde cu timpul precum un gust foarte amar.[4][5]
- Caracteristici microscopice: are spori lunguieți și turtiți la poli, netezi cu pereți subțiri, hialini (translucizi) și neamiloidozi (nu se decolorează cu reactivi de iod), având o mărime de 14-18 x 5-7 microni. Pulberea lor este de culoare albă. Formează așa-numite scleroții. Basidiile în formă de măciucă cu catarame la bază prezintă 4 sterigme, cestoidele (celule de obicei izbitoare și sterile care pot apărea între basidii și himen, stratul fructifer) lipsesc. Hifele au o structură di-metrică sau trimetrică (cu 2 sau 3 tipuri de hife diverse).[10]
- Reactii chimice: Crusta suprafeței se colorează cu Hidroxid de potasiu roșu ca sângele, datorită colorantului fomentariol și trama negru.[4][5]

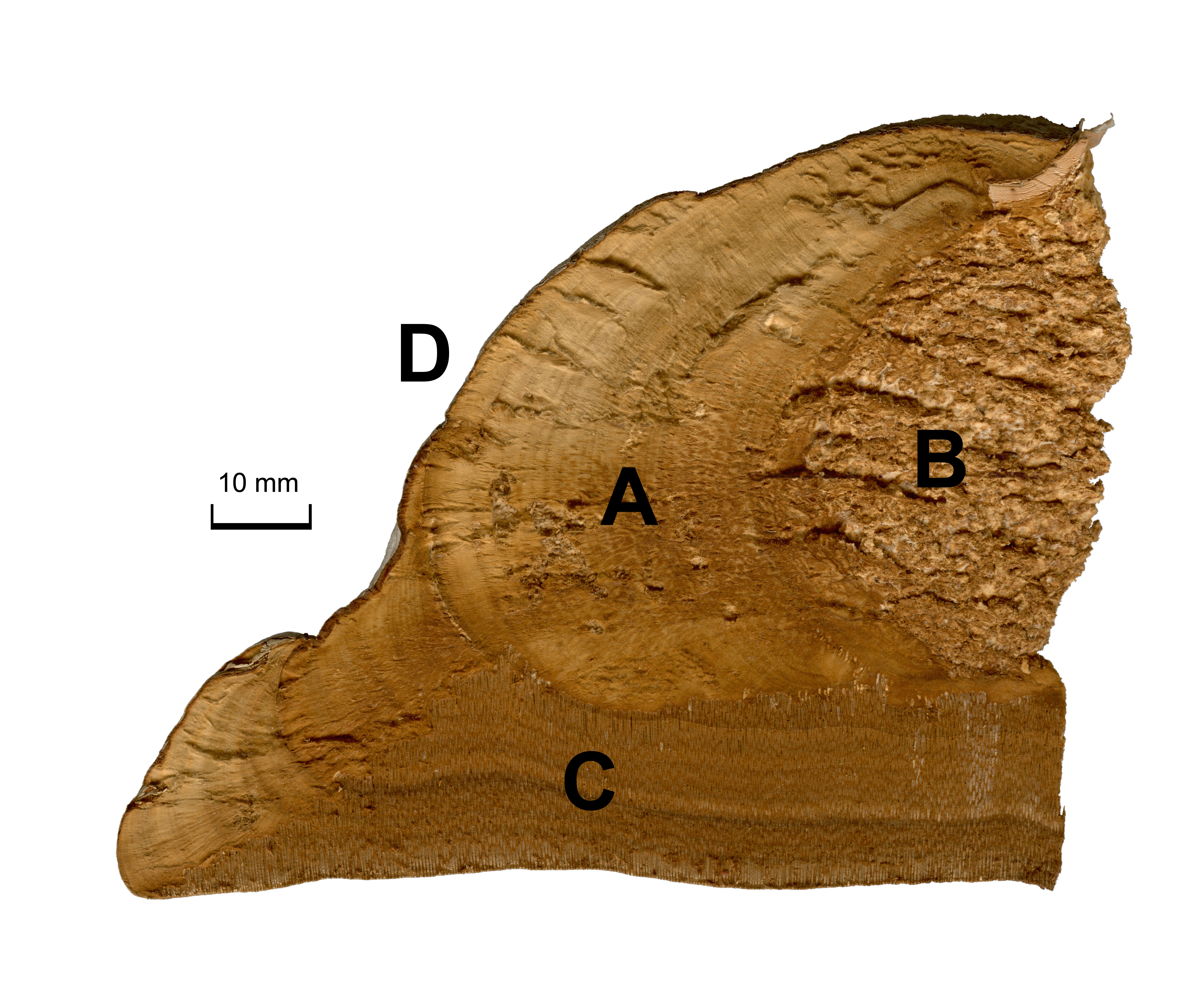
F. fomentarius, secțiune longitudinală
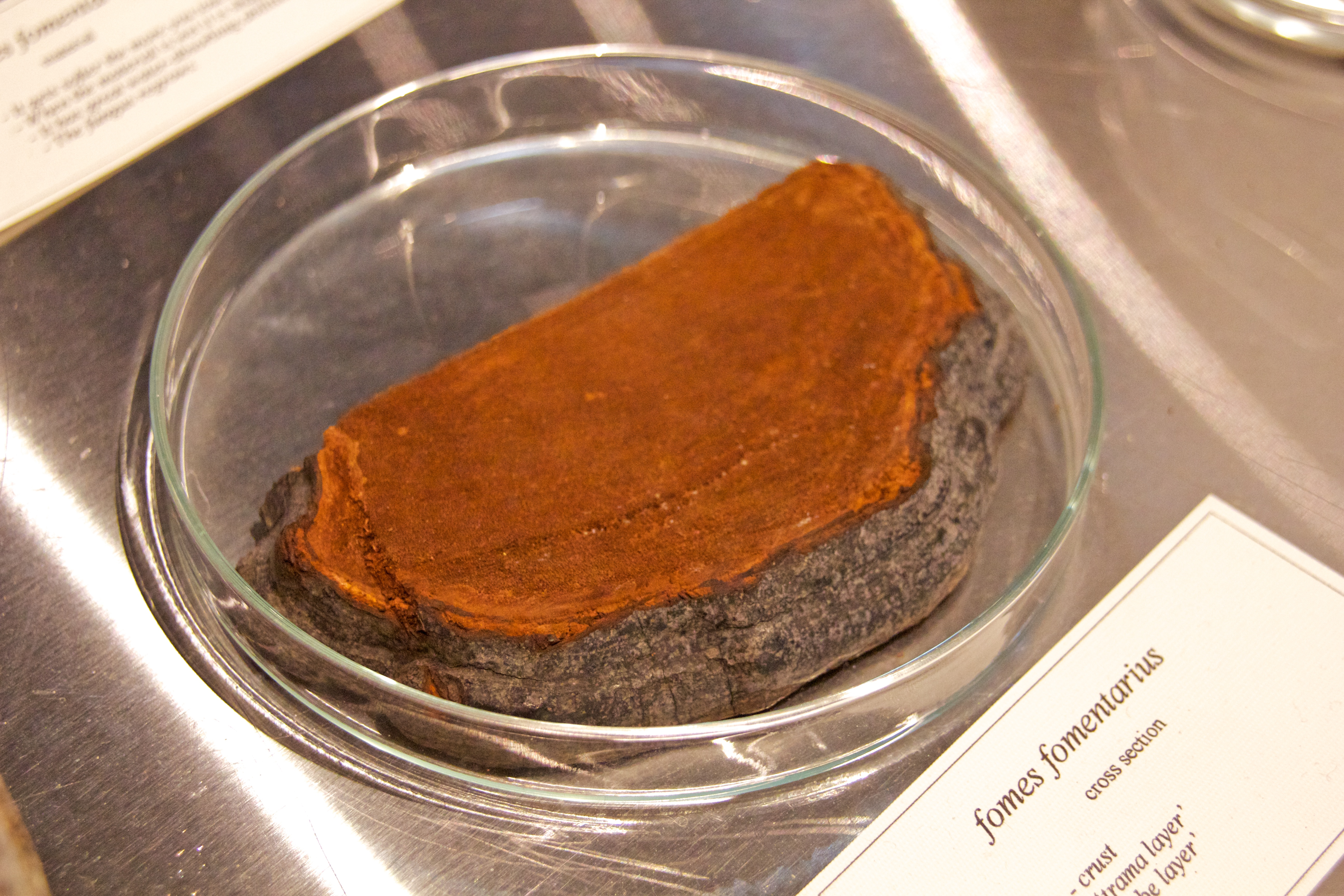
F. fomentarius pe interior
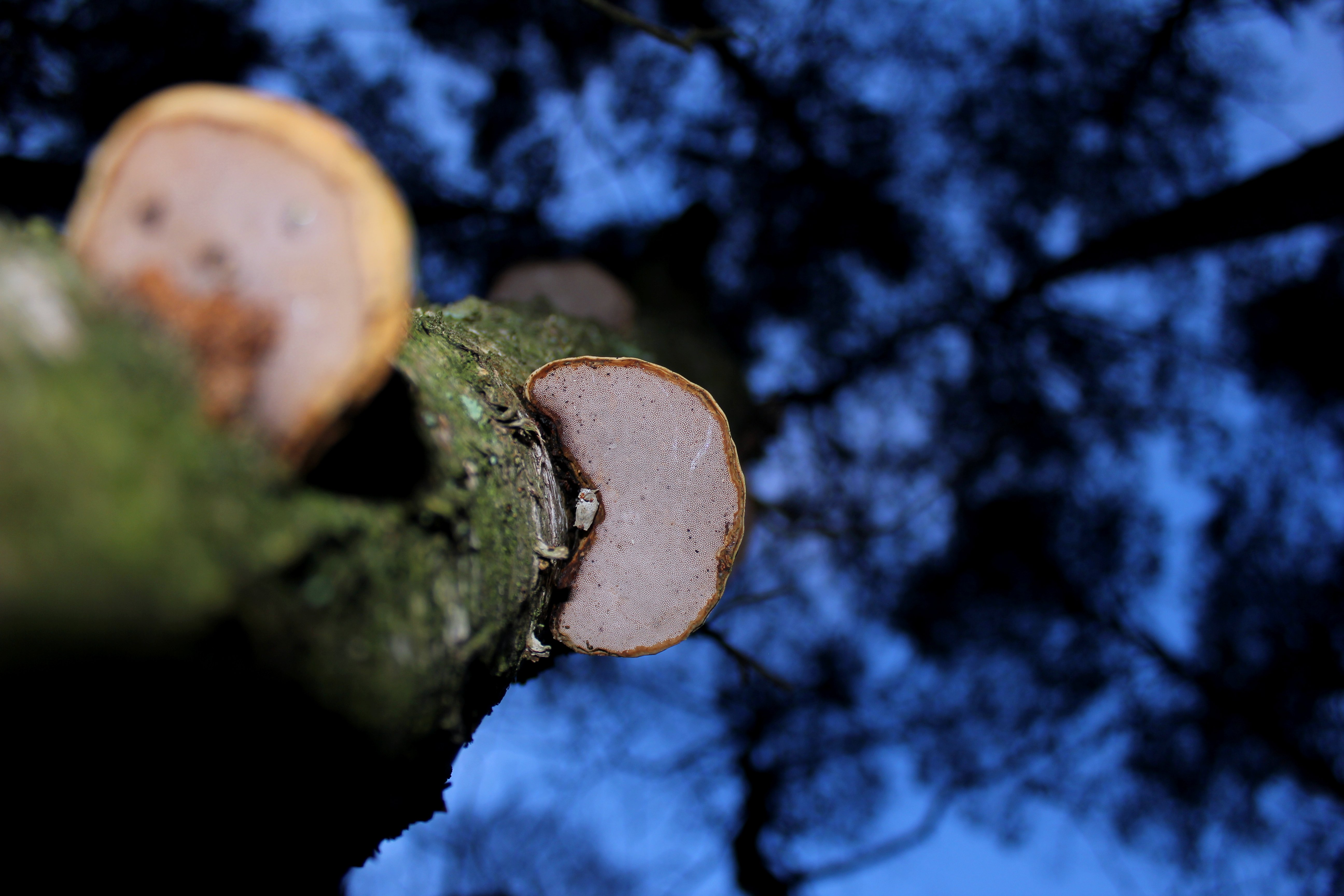
F. fomentarius, pori
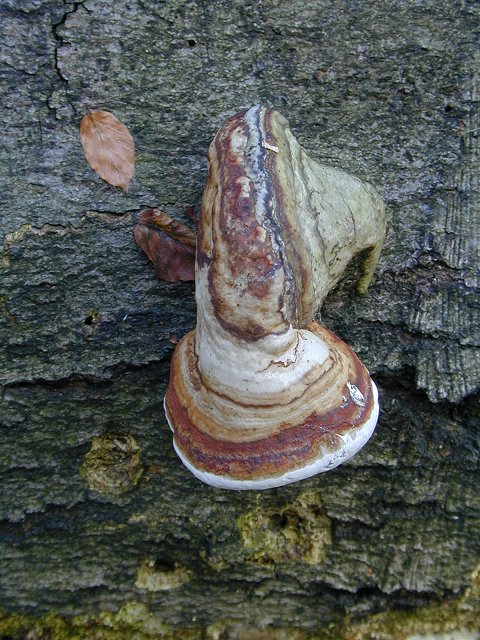
F. fomentarius, gravi-tropism
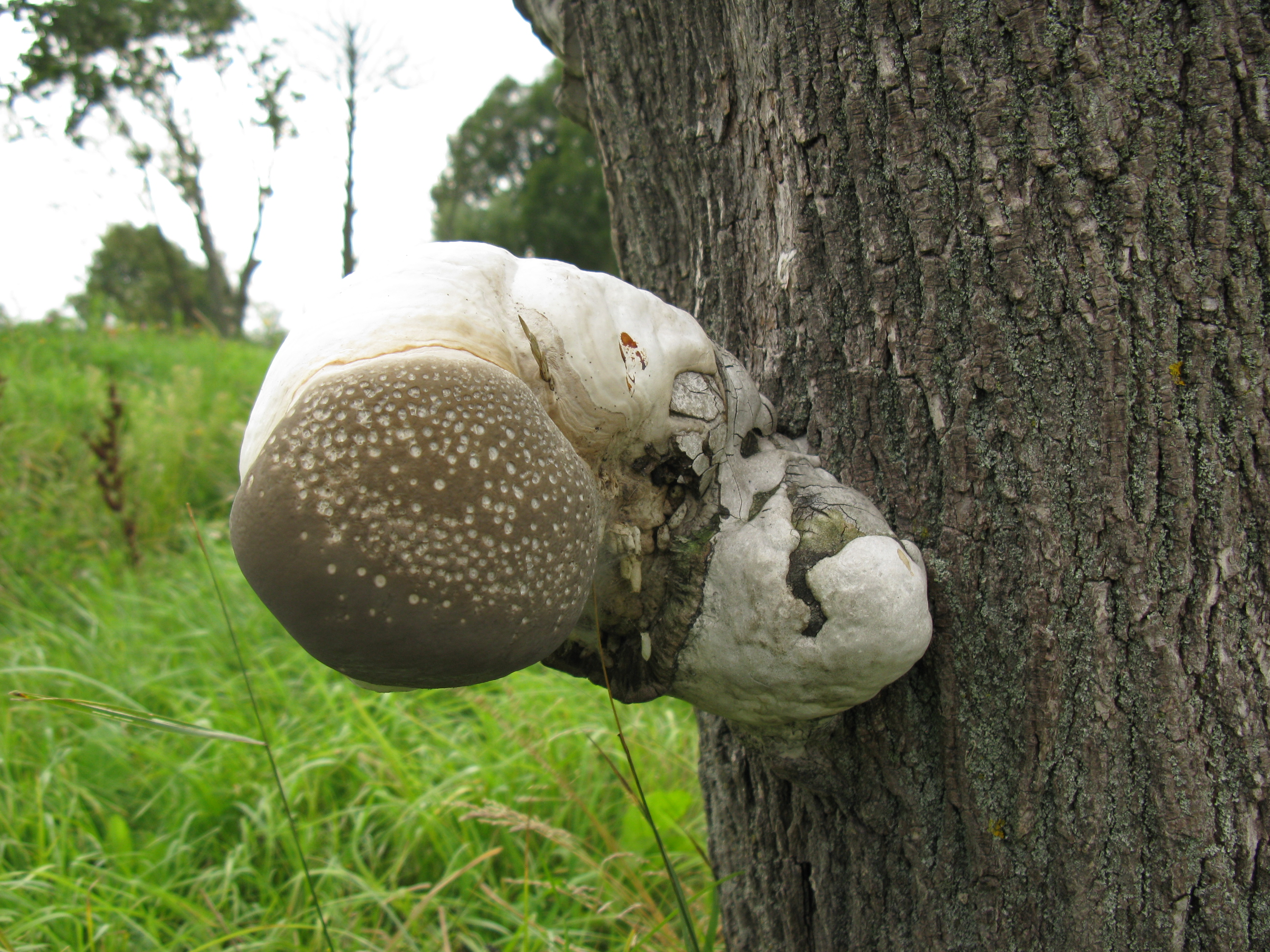
F. fomentarius tânăr
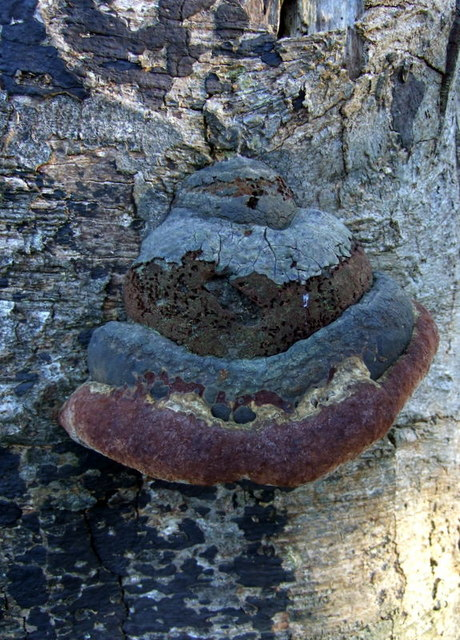
F. fomentarius bătrân

## Confuzii
Iasca poate fi confundată cu specii de asemenea astfel de necomestibile, ca de exemplu cu Fomitopsis pinicola, Ganoderma adspersum, Ganoderma carnosum, Laricifomes officinalis, Phellinus hartigii, Phellinus pomaceus, Piptoporus betulinus sau Trametes versicolor.

## Specii asemănătoare în imagini

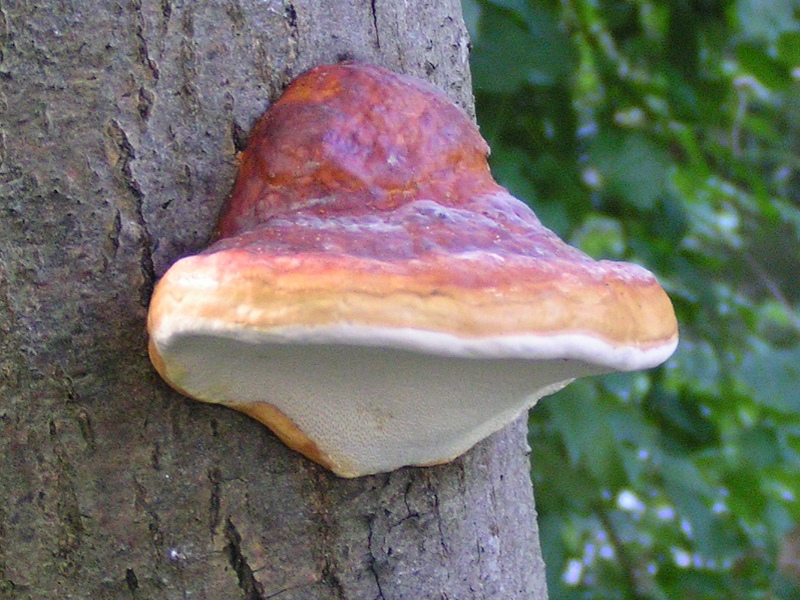
Fomitopsis pinicola
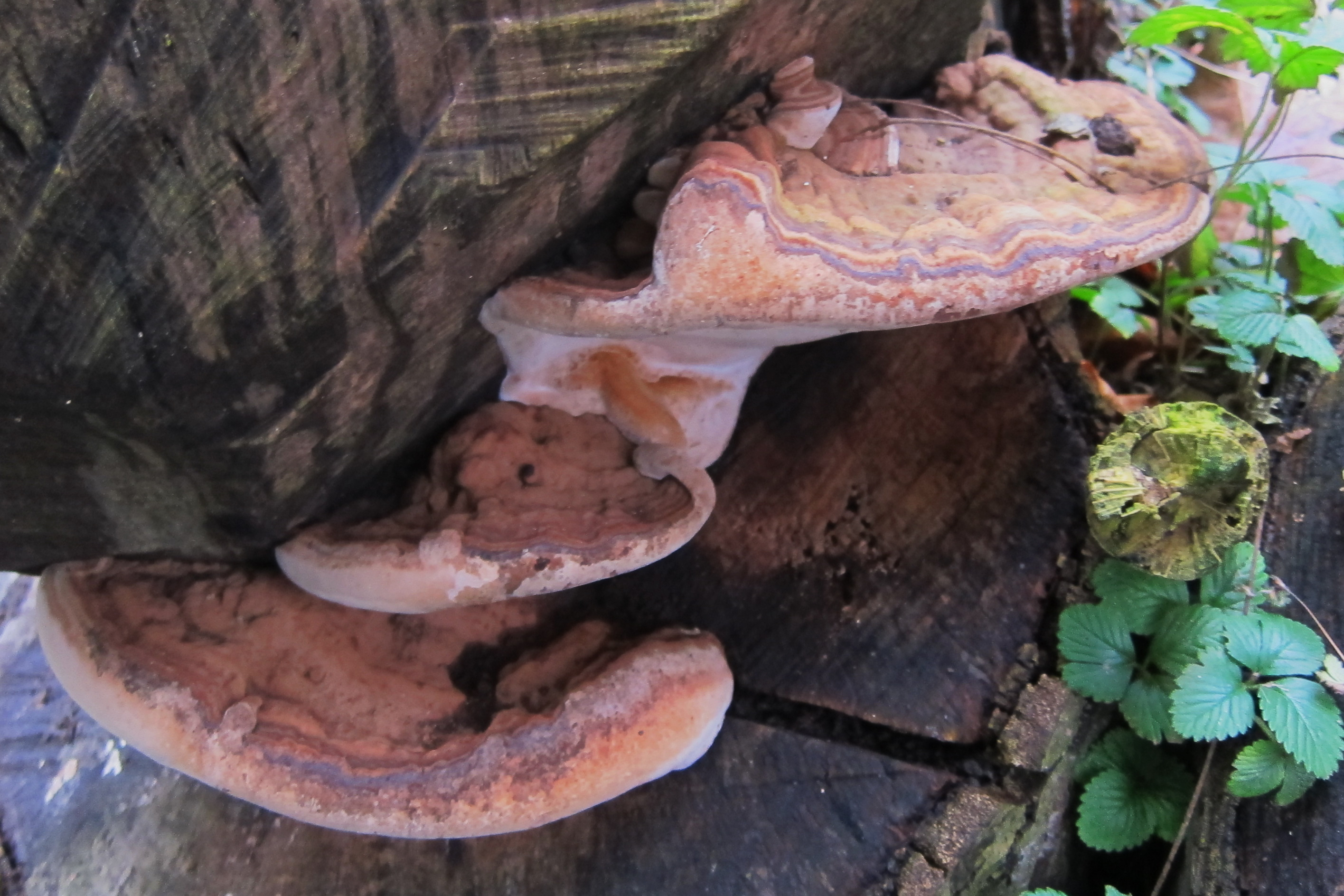
Ganoderma adspersum
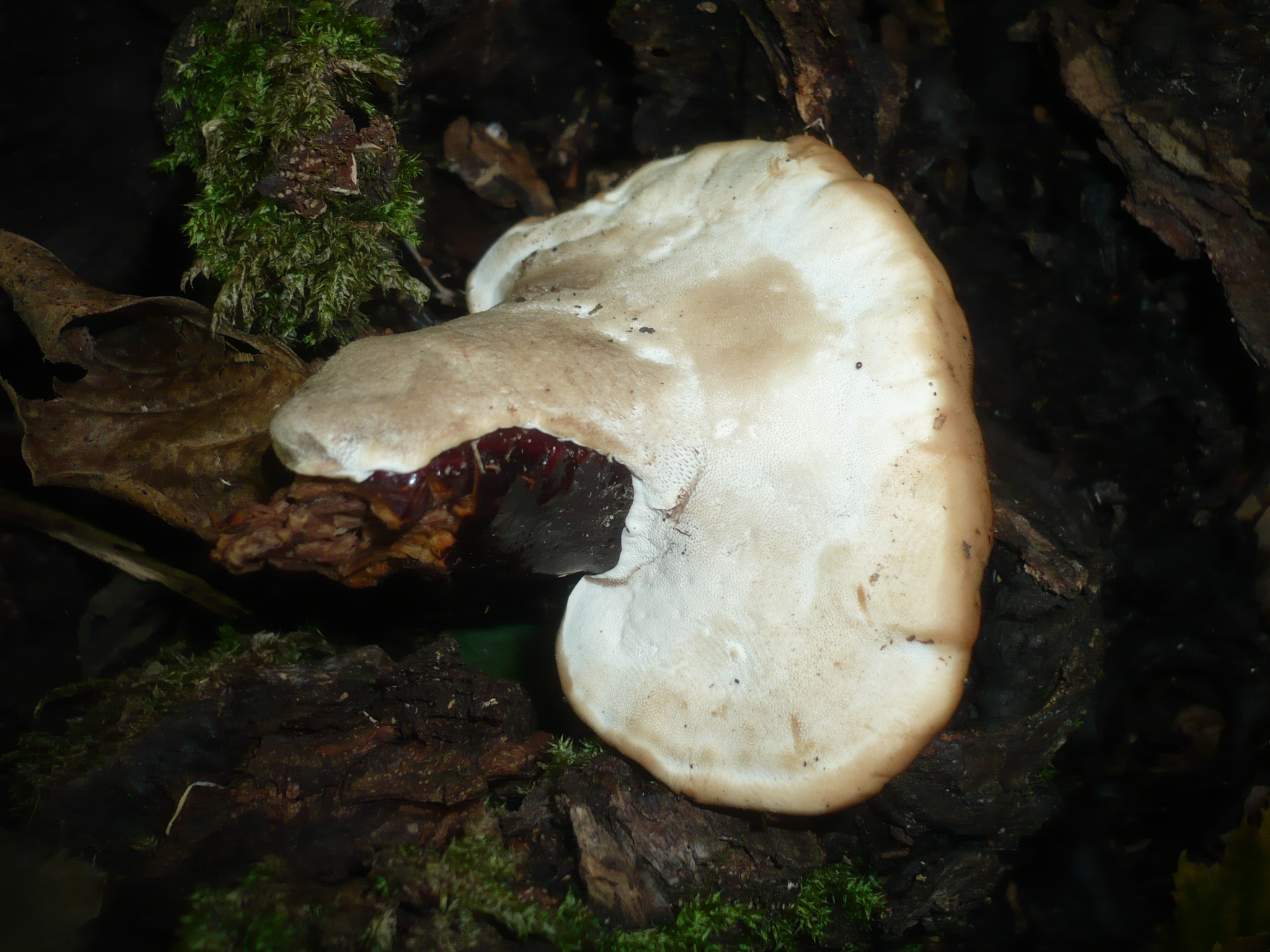
Ganoderma carnosum
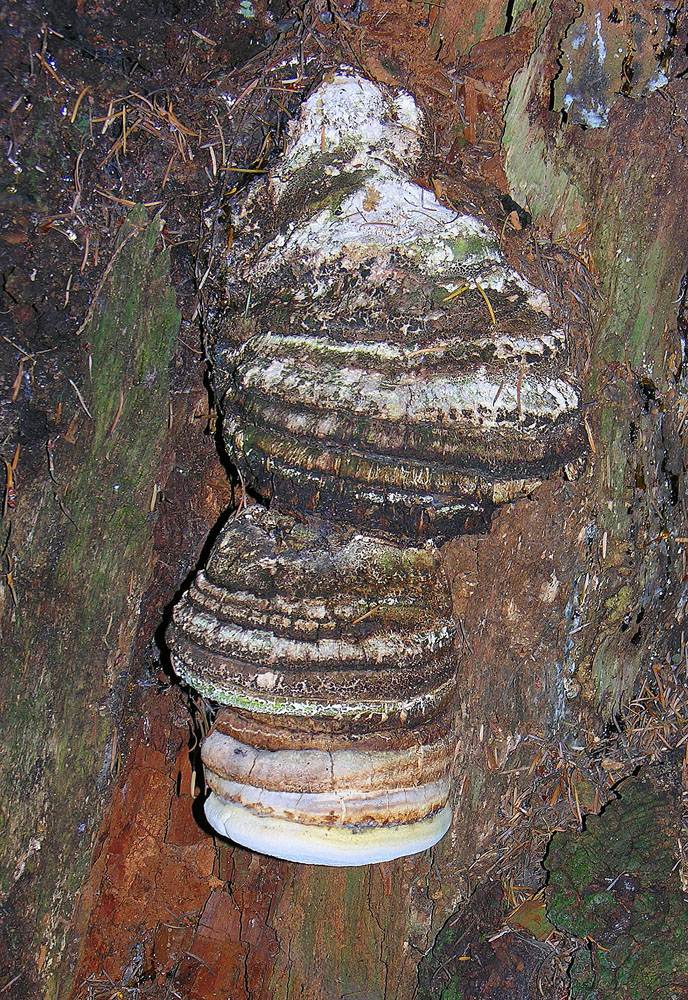
Laricifomes officinalis
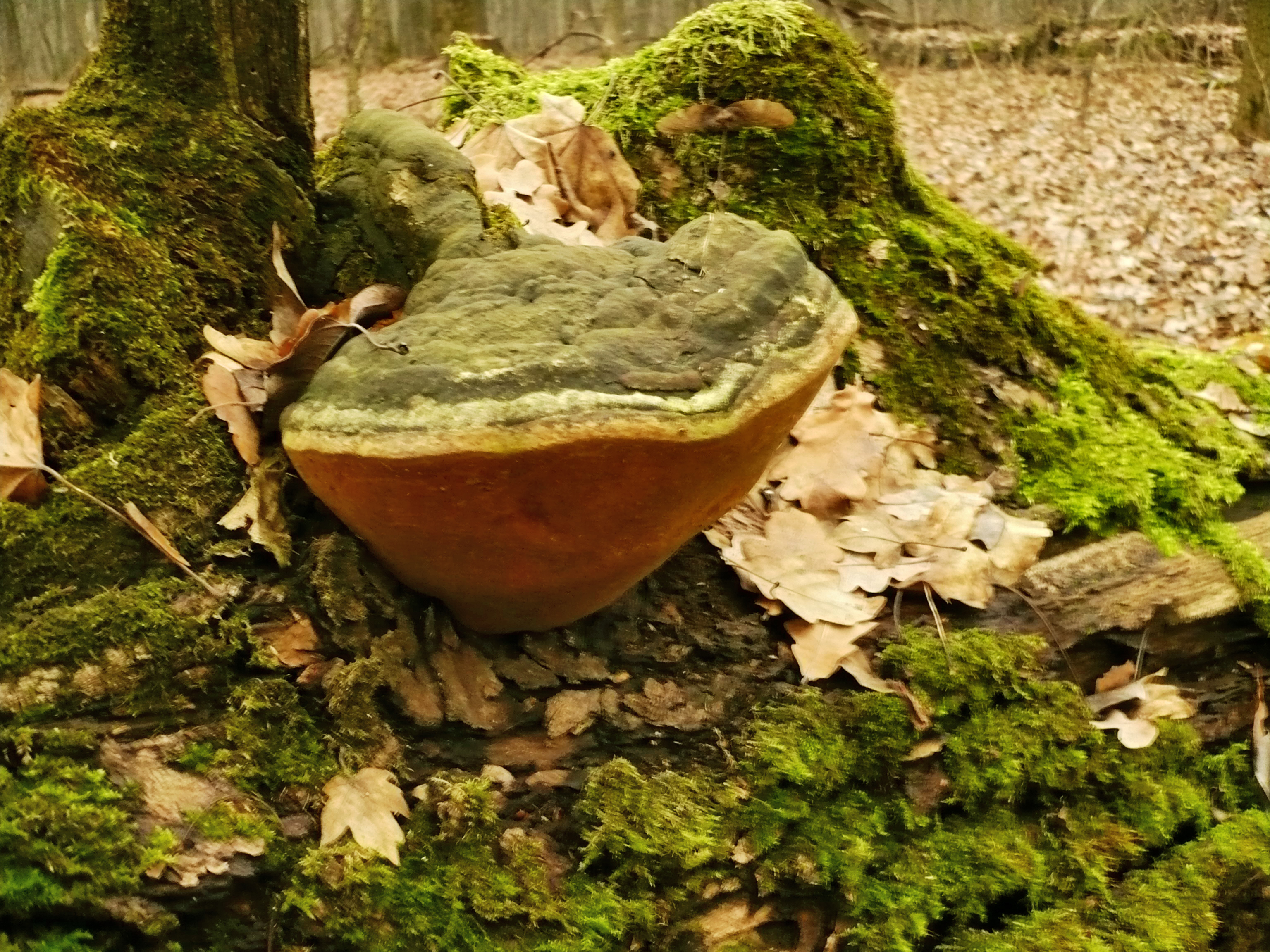
Phellinus hartigii
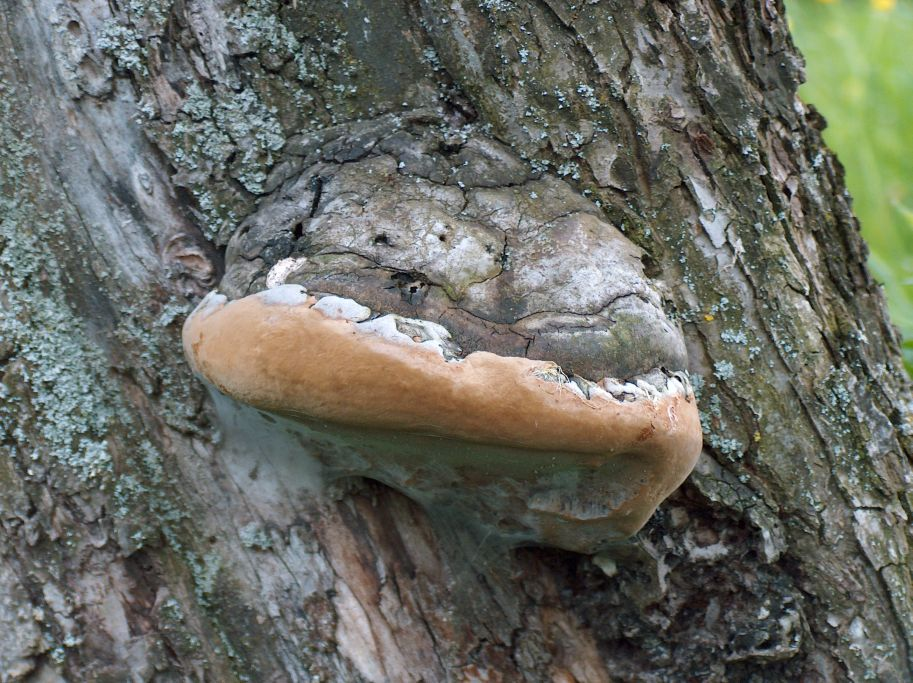
Phellinus pomaceus
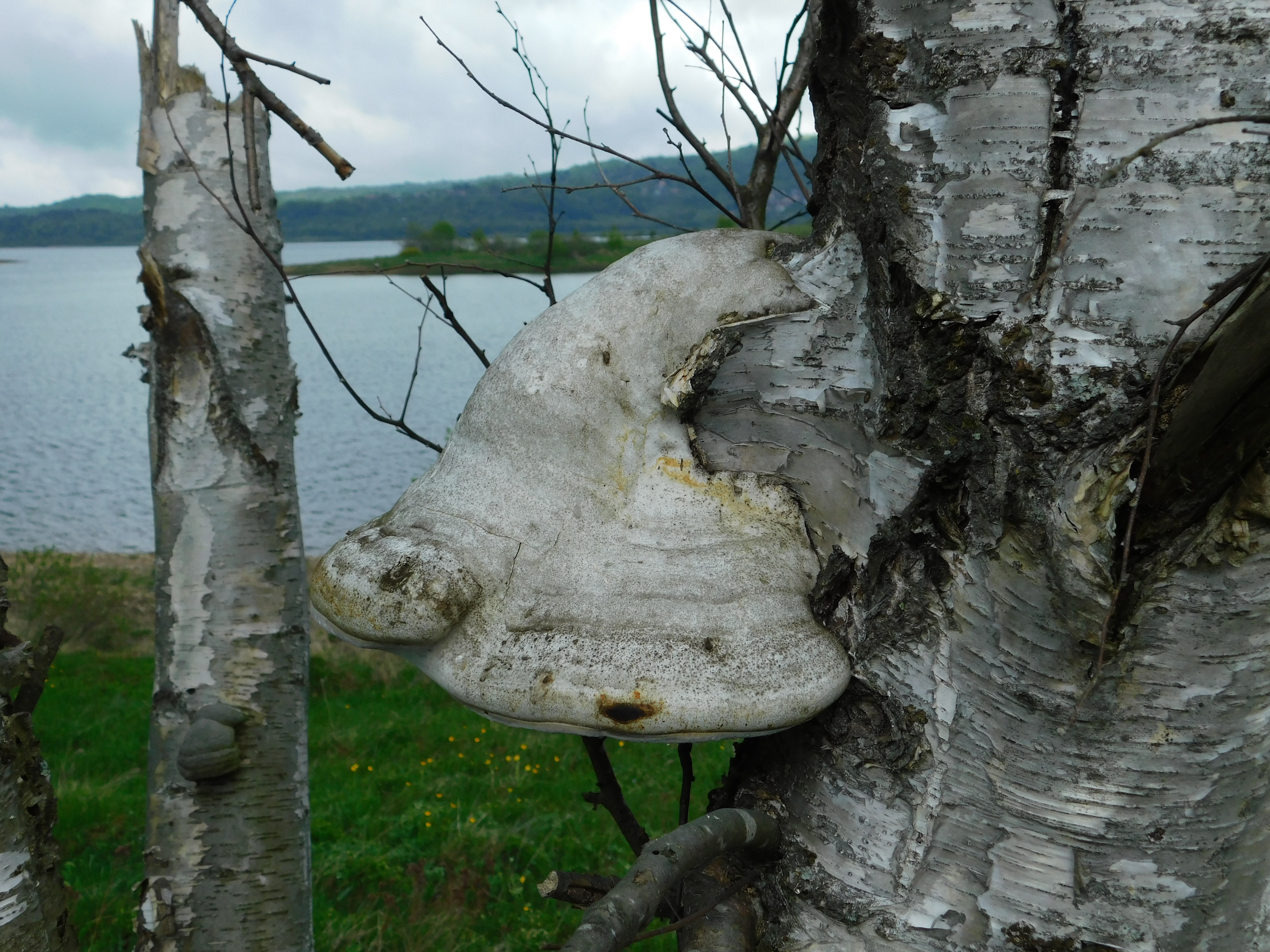
Piptoporus betulinus
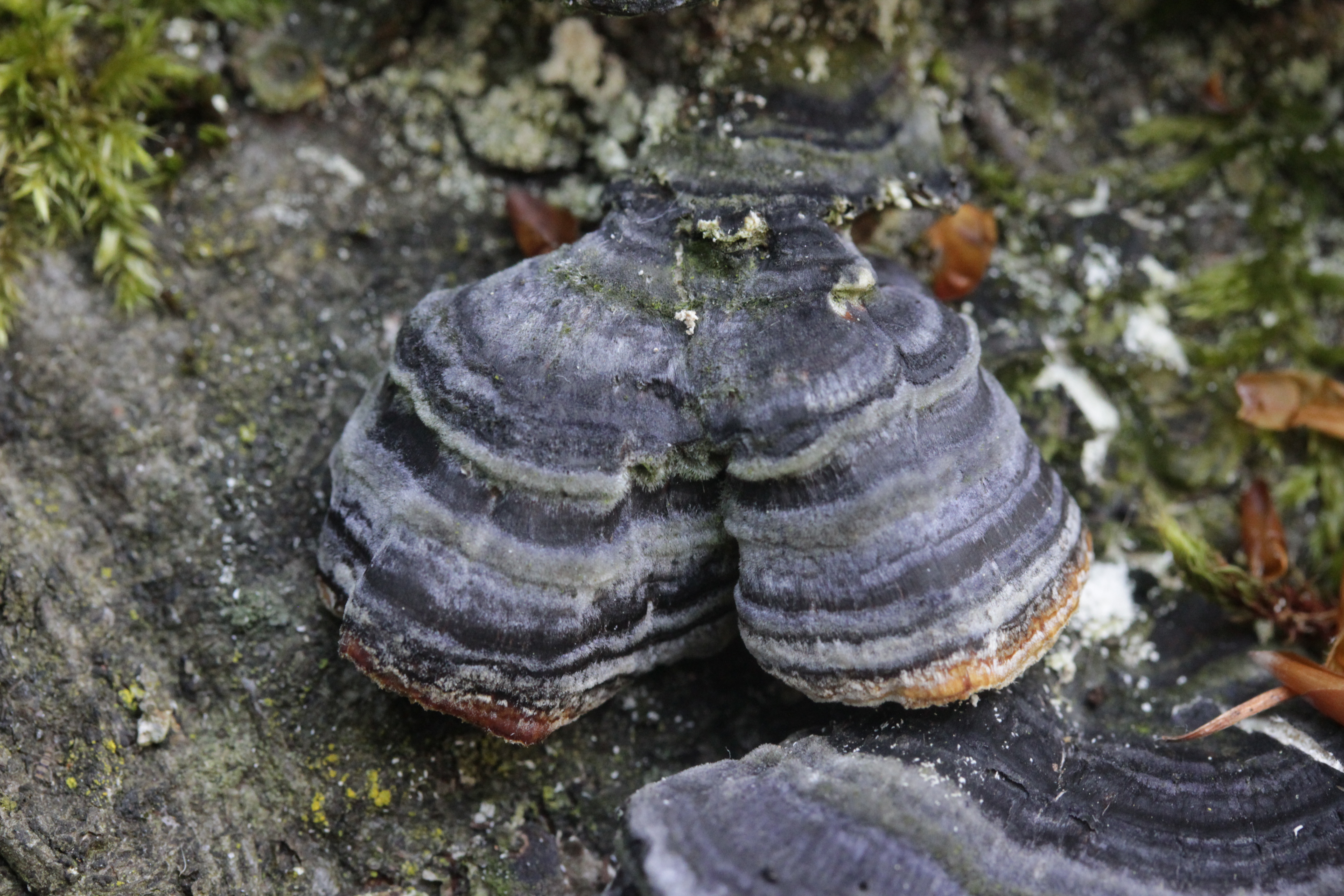
Trametes versicolor

## Utilizare

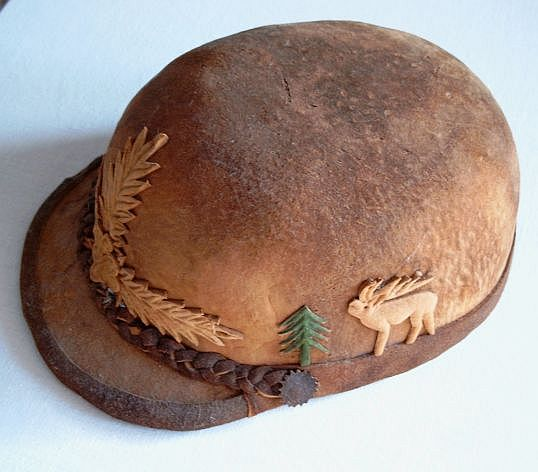
Șapcă din iască

Deja în perioada neolitică, iasca (trama) a fost folosită la aprinderea focului. Mai târziu în evul mediu ea a fost fiartă curățită de crustă și apoi îmbibată cu o soluție de nitrat de amoniu sau urină și apoi uscată. Astfel preparată, era suficientă numai o scânteie pentru aprinderea ei. Scânteia se obținea cu o bucată de cremene și un amnar.
Până în secolul XIX a fost folosită în farmacie sub numele de „Fungus chirurgorum” pentru oprirea hemoragiei. Necesarul de iască a fost în acel timp foarte mare, ajungându-se la importul ei din Scandinavia. Medicina tradițională chineză folosește iasca în formă pulverizată până în prezent pentru mico-terapii.
Ciuperca se și prelucrează în obiecte artizanale încă din vremuri străvechi (Evul mediu. Miezul ei moale după feliere se prelucrează prin loviri repetate cu un ciocan de lemn și astfel i se dă forma dorită, în final ajungând să semene cu pielea de căprioară sau de catifea și se pot crea diverse obiecte decorative sau accesorii vestimentare de mare preț (șepci, pălării, genți, și alte obiecte), astăzi făcute pentru piețele turistice. Această artistică artizanală este acum considerată aproape dispărută, fiind practicată de doar câteva familii din România, preponderent din Corund, Județul Harghita.